# ستيف دول
ستيف دول (بالإنجليزية: Steve Doll)‏ هو مصارع محترف أمريكي، ولد في 9 ديسمبر 1960 في دالاس في الولايات المتحدة، وتوفي في 22 مارس 2009 في ناشفيل في الولايات المتحدة.

## روابط خارجية
- ستيف دول على موقع WrestlingData.com (الإنجليزية)
- ستيف دول على موقع CageMatch worker (الإنجليزية)
- ستيف دول على موقع قاعدة بيانات المصارعة على الإنترنت (الإنجليزية)
- ستيف دول على موقع عالم المصارعة على الإنترنت (الإنجليزية)